# Erlangen Arcaden
Die Erlangen Arcaden sind ein Einkaufszentrum in der Erlanger Innenstadt. Der Gebäudekomplex beherbergt über 100 Geschäfte auf drei Etagen und ein großes Parkhaus mit rund 650 Pkw-Stellplätzen.

## Lage
Die Erlangen Arcaden befinden sich an der Kreuzung Güterhallenstraße/Güterbahnhofstraße in unmittelbarer Nähe zu der vielbefahrenen „Güterhallenunterführung“ unter der Bahnstrecke Nürnberg–Bamberg. Der Bahnhof Erlangen ist nur rund fünf Gehminuten entfernt. Die Hauptzugänge zu der rund 300 Meter langen Einkaufspassage liegen im Bereich der Kreuzung Nürnberger Straße/Güterhallenstraße sowie an der Nürnberger Straße etwa gegenüber dem Warenhaus Galeria Kaufhof am sogenannten „Neuen Markt“. An der besagten Kreuzung befindet sich auch die Bushaltestelle Arcaden (früher Hauptpost), einer der Netzknotenpunkte des Erlanger Stadtverkehrs.

## Geschichte
Im Jahr 2001 wurden von der MfI (Management für Immobilien AG), inzwischen in dem französischen Immobilienunternehmen Unibail-Rodamco aufgegangen, erste Pläne für die Erlangen Arcaden eingereicht. Diese sahen auf einer Fläche zwischen Güterhallenstraße und Hochstraße, gemeinsam mit einem damals angedachten Sparkassen-Neubau, ein Einkaufszentrum mit rund 30.000 m² Geschäftsfläche vor. Die angedachte Größe des Baus rief jedoch breiten Widerspruch hervor, sodass der Investor im Dezember 2002 einlenkte und ankündigte, die Größe des Projektes werde sich auf das damalige Hauptpost-Gelände beschränken. Diese „stadtverträgliche Lösung“ fand zwar deutlich mehr Anhänger, dennoch blieben auch zahlreiche gegnerische Stimmen erhalten. Deshalb wurde das von der damaligen Stadtratsmehrheit aus CSU und FDP favorisierte Modell am 13. Juni 2004, also am Tag der Europawahl, einem Bürgerentscheid unterzogen. Dabei wurde das Einkaufszentrum von rund 60 Prozent der Wähler befürwortet.
Eine Bürgerinitiative „Stadtverträgliche Arcaden“ sammelte jedoch eine fünfstellige Anzahl an Unterschriften in Erlangen mit dem Ziel, ein kleineres Einkaufszentrum an gleicher Stelle umzusetzen. Dadurch sollte, so die Hoffnung der Initiatoren, weniger Kaufkraft aus kleinen, alteingesessenen Geschäften in der Innenstadt abgezogen werden. Bei dem daraus resultierenden Bürgerentscheid im September 2005 konnte zwischen zwei Größenvarianten gewählt werden, wobei sich die weitgehendere mit rund 53 Prozent durchsetzte. Bei gegenteiligem Ausgang hätte die MfI das Projekt nicht umgesetzt.
Bei einem Architektenwettbewerb setzte sich der Entwurf von Professor Hubert Kress vom Erlanger Büro KJS Architekten gegen vier weitere Konzepte durch und wurde in den Jahren 2006/07 umgesetzt. Am 18. September 2007 konnte das Einkaufszentrum im Beisein zahlreicher Ehrengäste eröffnet werden. Zu diesem Zeitpunkt hatte die MfI rund 100 Millionen Euro in die Erlangen Arcaden investiert, die rund 100 Mieter weitere 50 Millionen Euro. Dass sich diese Investitionen ausgezahlt haben, bescheinigte die Gesellschaft für Konsumforschung (GfK) im Jahr 2009. Insbesondere wurden die exzellente Verkehrsanbindung inklusive überregionaler Erreichbarkeit und der Umstand, dass rund 55 Prozent der Arcaden-Kunden auch in anderen Geschäften der Innenstadt einkaufen, herausgestellt. Dadurch wirtschafteten die Arcaden nicht auf Kosten der Innenstadt, sondern es gebe vielmehr eine gegenseitige Verstärkung.
Im Jahr 2011 wurden täglich durchschnittlich 28.000 Besucher in den Arcaden gezählt, 55 Prozent davon kamen aus umliegenden Städten und Gemeinden nach Erlangen. Die rund 650 Pkw-Stellplätze waren insbesondere am Wochenende häufig komplett ausgelastet. 2013 ermittelte die Erlanger Beratungsgesellschaft Markt und Standort, dass es seit der Eröffnung des Einkaufszentrums bereits rund 100 Neu- und Umgestaltungsinvestitionen von Geschäften in der Innenstadt gegeben habe. Außerdem würden rund 67 Prozent der Arcaden-Kunden auch in anderen Geschäften der Innenstadt einkaufen, ein Zuwachs von zwölf Prozentpunkten gegenüber 2009. Ein Jahr später hatte sich die durchschnittliche, tägliche Besucherzahl auf 32.000 erhöht; der Jahresumsatz 2014 betrug 96,3 Millionen Euro.
In den Jahren 2017/18 nahm der Betreiber Unibail-Redamco für rund zehn Millionen Euro eine aufwändige „Revitalisierung“ und Modernisierung der Erlangen Arcaden vor. Dabei eröffneten auch einige neue Geschäfte.

## Architektur

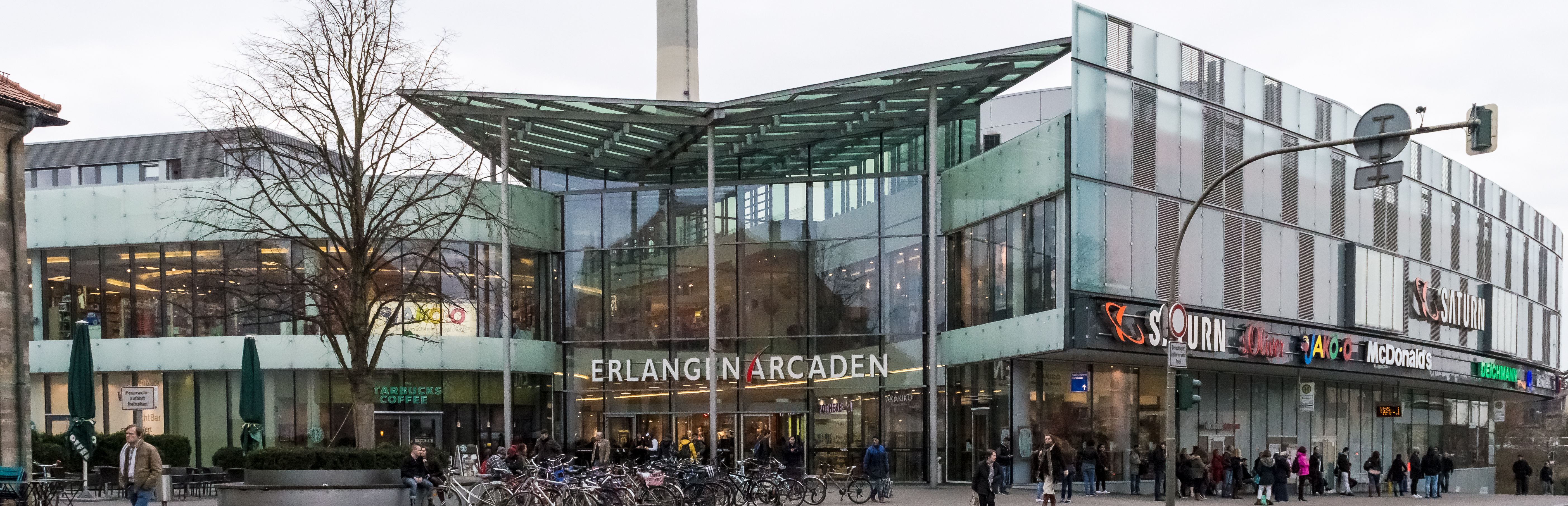
Nördliche Eingangsfront der Erlangen Arcaden

Der Architekt Hubert Kress konstruierte einen von ihm so bezeichneten „Spannungsbogen“ von etwa 300 Metern Länge vom Loewenich’schen Palais wieder zurück zur Nürnberger Straße. Darin wurde ein dreigeschossiges, lichtdurchflutetes „Boulevard“ mit Glasdach („Lichtband“) und mehreren Lichthöfen untergebracht. Außerdem besitzt das Gebäude der Erlangen Arcaden eine elegant geschwungene Form, die sich auf der Westseite am Verlauf der Güterhallenstraße bzw. Nägelsbachstraße orientiert, und eine diaphane, beleuchtbare Membran als Außenhaut. Das Gebäude wurde im Jahr 2008 ausgewählt für die Architektouren der Bayerischen Architektenkammer.